# فيلانوفا إ لا غيلترو
بلدية بيلانوبا إي لا جيلترو (بالكاتالانية: Vilanova i la Geltrú) هي إحدى بلديات مقاطعة برشلونة، وتقع في منطقة كاتالونيا، شرق إسبانيا.

## خصائص
- يبلغ عدد سكانها 63.196 نسمة حسب إحصائية سنة (2007).[8]
- تبعد عن برشلونة 40 كيلومترًا من الجهة الجنوبية الغربية .
- ترتفع 22 مترًا فوق مستوى سطح البحر.[9]

## الاقتصاد
كانت الزراعة والتجارة البحرية في النبيذ هما مصدر الدخل التقليدي في القرنين الثامن والتاسع عشر ، ولكن اليوم إضافة إلى الزراعة هناك أسطول صيد كبير والنشاط الاقتصادي الرئيسي هو في صناعة قطع المعادن والمنسوجات والمواد الكيميائية.

## توأمة
لفيلانوفا إ لا غيلترو اتفاقيات توأمة مع:
- ميرينياك

## أعلام
- إستيلا غارسيا
- رامون أرتيجاس
- مويسيس إزميرالدا
- فيسنتي فرنانديز
- إنريك دوران